# 旋光の輪舞
『旋光の輪舞』（センコウのロンド）は、グレフより2005年に発売されたアーケードゲーム。ジャンルは弾幕対戦アクションシューティング。後にアーケードでのバージョンアップ版、家庭用ゲーム機への移植版も発売されている。
2009年7月28日より本作の続編であるアーケードゲーム『旋光の輪舞DUO』（別称：旋光の輪舞Dis-United Order）の稼動が開始された。また、2017年9月6日には心機一転した『旋光の輪舞2』がキャラアニより発売された。こちらについては別項で解説する。

## 作品概要
「ランダー」と呼ばれる人型機械を操り装備された武器やコマンド入力による必殺技（本作では弾幕技と呼称）によって相手のランダーを倒す対戦型ゲームで、「対戦アクションゲーム」と「トップビューから見たシューティングゲーム」の双方の要素を取り入れた意欲作。戦闘中もキャラクターのセリフやカットインが頻繁に挿入され、臨場感や感情移入を高める役割を果たしている。
通称は、タイトルを略してセンコロ。また、この作品を愛好する人を「センコラー」「センコロイド」と呼ぶこともある。なお、「閃光の―」は誤記。

## 発売作品

### アーケード版
システム基板は全てNAOMIを使用。
旋光の輪舞
初期バージョン。
旋光の輪舞 NEW Ver
本作を稼動しているゲームセンター向けに無償配布されたバージョン。新しい操作システムの追加、対戦プレイと同様の方式でのCPU戦、各部ゲームバランスの調整など大小さまざまな調整が加えられている。
旋光の輪舞SP
2006年8月10日に発売。「Rev.X」の要素を盛り込むなど、細かいリニューアルがなされている。

### 携帯アプリ版
iモード、AU、softbankの3キャリアで配信されておりアーケード版からの移植。容量の都合上声こそは入っていないが原作で好評だったBGM、キャラクターのカットインが再現されている。Vol.1とVol.2という2つのバージョンが出ており登場するキャラクターが異なる。「弾幕」という仕様のせいか古い機種だと処理落ちする例もある。

### Xbox 360版「Rev.X」
『旋光の輪舞 Rev.X』（せんこうのろんど リビジョンエックス）は、2006年7月27日にXbox 360用ソフトとして発売された。プラットフォームをXbox 360に移した事でその高い性能に合わせてグラフィックが強化され、シナリオにおけるキャラクターの台詞やBGMも大幅に増加された。「ストーリーモード」「スコアアタック」などの通常のゲームモードの他、トレーニングモード・設定資料集・イラスト集も用意されXbox Liveを使用したインターネット対戦やイラストのダウンロード、修正パッチなどのサービスも行われている。また、『WarTech: Senko No Ronde』というタイトルで海外版も発売されている。
なお、2007年度Eスポーツスタジアムの競技種目にも選ばれている。

## システム

### 基本ルール
8人のキャラクターの中から1人を選択し、敵のランダーと一対一で対戦。「乱入」による対戦プレイも可能で、乱入があった時は"THE HI-ROUNDER IS APPROACHING FAST!"と表示される。
基本的に他の対戦格闘ゲームのように相手の体力（アーマーゲージ）を0にして撃墜するか、時間切れの時にアーマーゲージの多い方が勝者となる。一人用モードと対戦モードで勝利条件は異なり一人用モードでは試合は1回のみ、対戦モードではゲームを繰り返して先に規定本数を取った側が勝利となる（ラウンド開始時のカウント数もモードなどによって異なり、60か99カウントと違いがある）。カウント20から両者共にアーマーゲージが少しずつ減少していく。時間切れの時にアーマーゲージが同じであるとき、すなわちドローだと両者に1本与えられるが最終ラウンドではさらに20カウント延長されて続行される。戦闘の舞台はすべて空中あるいは宇宙空間だが上昇や下降をすることは出来ず、また「リング」と呼ばれる青白い線で引かれた円から外に出ることもできない。弾丸はリングの外でも存在することは出来るが、画面外に出たものは一部を除いて消滅してしまう。
「SP」および「Rev.X」ではステージセレクトが追加され、選択権は乱入した側にある。ステージそのものの形状は円形に統一されており、BGMセレクトとしての意味合いが強い。
ダウン
連続して弾に当たったり近接攻撃を受けたりするなど一度に大きなダメージを受けた場合、強制的にダウンする（実質的に一度に受けるダメージ量は制限されている）。ダウン時には周囲の弾を消す「アンチフィールド」が発動し、仕切りなおしとなる。なお、一度に大ダメージを受けた場合だけではなく小ダメージの攻撃を不連続で複数回受けた場合にも最終的にはダウンする。
Vanish
アーマーゲージが0以下になるとダウンが発生し、アーマーゲージに"Vanish!!"と表示される。Vanishになると自機の当たり判定が極端に小さくなり（当たり判定は光る点として表示される）、B.O.S.Sモードを発動するとFINAL B.O.S.Sモードとなる。Vanish時に被弾するかFINAL B.O.S.S状態でB.O.S.Sアーマーゲージを0にされると撃破されたことになり、ラウンドを失う。
つまりどんなに大ダメージを受けても「即死」にはならず、必ずこの体力0の状態であるVanishを経由することになる。
チャージゲージ
いわゆる『龍虎の拳』シリーズの「気力システム」のようなもので、弾幕技やバリアを使用するときに消費する。キャラによって全体量は変わらないが分割数が異なり、弾幕技は分割された目盛り単位で使用される。時間経過とともに自然に増加してゆく他、B.O.S.Sのパーツやリリのオプション等、破壊可能な物体を破壊した場合にも増加する。
ラウンド1は最大値の50%から開始し、ラウンドをまたがってゲージの残量が持ち越される。

### 基本操作
ボタン配置
現行バージョンである「旋光の輪舞SP」では今までのレバー+3ボタンからボタンが5つに増加している。まず旧バージョンに存在していた「アクション（以下"A"と表記）」、「メインウェポン（以下"M"と表記）」、「サブウェポン（以下"S"と表記）」の3つのボタンに加え「弾幕技（以下"C"と表記）」と「オーバードライブ（OD）」の2つのボタンが追加された。しかし、CボタンはMとSの同時押しで代用が可能である。
メインウェポンとサブウェポン
攻撃の基本となるボタンで各ウェポンの特徴としてMは直線的な銃撃、Sはトリッキーな働きをするものが多い。これらの攻撃は非ダッシュ（静止あるいはレバーのみの移動）時・ダッシュ中・バリア中で攻撃の特性が変化する。
機体の周囲にはステータスゲージと呼ばれる二重の円が存在し、外側はMの状態で内側はSの状態を示している。ステータスゲージは攻撃を行うと減少し、なくなるとゲージが回復するまでのわずかな間攻撃が出来なくなる。
近接攻撃
ステータスゲージは近接攻撃の発動可能範囲表示を兼ねており、円内に入ると攻撃が射撃ではなく近接攻撃に変化する。Mは相手に突進してからのコンボ攻撃、Sはその場で発生するがMのコンボ攻撃からも出すことが出来る。近接攻撃は相手のチャージゲージを大きく削る事ができる。
弾幕技
MボタンとSボタン（「SP」ではCボタンでも対応）を同時押しすることで、大量の弾を一度に発射する弾幕技で攻撃。キャラは複数の弾幕技を持ち、コマンド入力によって異なる弾幕技を出すことができる。基本的にチャージゲージを1目盛り分消費する。
弾幕技のコマンド入力は『サイキックフォース』と同様に入力方向は任意であるが、一部の弾幕技は発動直前に入力したレバー方向によって攻撃する角度が変化する。
アクションボタン
アクションボタンとレバーの組み合わせによって「ダッシュ」と「バリア」の異なる2つの操作を行うことができる。
New Ver以降では、アクションボタンの挙動を初期バージョンまでの「OLD操作」と新しい「NEW操作」から選択することが出来る。違いは以下の通り。
- NEW操作 - レバーを倒してAを一瞬だけ押して放すとダッシュ、Aを押しっぱなしにするとバリア。
- OLD操作 - レバーを倒してAを押すとダッシュ、レバーをニュートラル状態にしてAを押すとバリア。

NEW操作のほうがダッシュの誤操作を防ぎやすいが、ダッシュかバリアか判定されるまでに一瞬のタイムラグがあるという弊害もある。
「Rev.X」ではダッシュボタンとバリアボタンが個別に設定されているが、各バージョンのアクションボタンも別途設定することが可能である。
バリア
対戦型格闘ゲームにおける「ガード」に相当する防御行動。被弾した際のダメージを軽減し、のけぞりやダウンを防ぐ。バリア中は当たり判定が大幅に大きくなる他、被弾するとチャージゲージが減少しこれが無くなると強制的に解除されてしまう。また、格闘攻撃はバリアで防御できない。
バリア中にもM、Sボタンによって攻撃でき、基本的に多方向にばら撒かれる性質に変化する。この攻撃はレバーを入れることで射角を任意に変更することができる。なおチャージゲージがないなどのバリアが使用できない状態でも、同様の操作で攻撃することは可能。
ダッシュ
その方向に機体を素早く移動させる操作。ダッシュ中も攻撃が可能だが、攻撃後の隙が大きいものが多い。
クイックターン
ダッシュ中はレバーである程度方向を変えることができるが、レバーを倒しながらAを押すと急激に方向を変えることが出来る。これはNEW、OLD操作の違いは無い。
急停止
ダッシュ中にレバーニュートラルでAボタンを押すことで動きを止めることができる。隙なく様々な行動に移ることが出来るため、非常に重要な操作となっている。

アンチフィールド
A+M+S同時押しでチャージゲージ最大値の50%を消費して発動する緊急回避システム。こちらがB.O.S.Sを使用できない状態（相手側のB.O.S.Sモード時とB.O.S.Sストックが無い場合、およびこちらのFINAL B.O.S.Sモードが終了した後）で発動可能。効果は自機の周囲広い範囲の敵弾（一部を除く）消去と無敵時間の付与。また相手をアンチフィールド範囲外に押し出す効果もある。
大ダウン時にも自動発動するが、この場合はチャージゲージを消費しない。
オーバードライブ
「旋光の輪舞SP」および「Rev.X」で初めて導入されたシステムで、オーバードライブ（以下、ODと略）ボタンを押すことで発動させることができる。発動させた瞬間に画面全体の弾を消し、相手を少しのけぞらせる効果がある。これを発動させると以下の効果が得られる。
- チャージゲージの自然回復速度が上昇
- ウェポンのリロード時間の短縮
- 攻撃力、防御力が上昇

ただし、時間が経つと自分のアーマーゲージが徐々に減少していくというデメリットもある。OD状態を解除するには、
- 自分がB.O.S.Sを発動させる
- 自分がVanish状態になる

の2つでいったん解除してしまうとそのラウンドではODは使用不能となる。なお、相手がB.O.S.Sを発動させている間は一時的にOD状態が無効となる。

### B.O.S.Sモード
B.O.S.SとはBooster of Over-armed Shell Systemの略であり、「シェル」と呼ばれる巨大な支援機を呼び出して合体し自機をまさにシューティングゲームのボスキャラのように操作するシステム。
画面下に表示されているB.O.S.Sストックが1つ以上、チャージゲージが1目盛り以上ある状態でA+M+Sの同時押しにより発動する。ただし相手がB.O.S.Sを発動している状態ではこちらもB.O.S.Sを発動することは出来ないため、発動タイミングは駆け引きの重要な要素となっている。
発動時B.O.S.Sストックが1つ消費され、チャージゲージ量によってシェルのアーマーゲージが決定される。B.O.S.Sストックはラウンド1開始時2つで、ラウンドを失う度に1つ増える。
B.O.S.Sモードは一定時間が経過するか、シェルのアーマーゲージが0になり撃破されると終了する。B.O.S.Sモード終了時にシェルのアーマーゲージが自機本来のそれを上回っていれば、自機のアーマーゲージが差分に応じて回復する。シェルが破壊されると、撃破した相手のチャージゲージが完全に回復する。またチャージゲージは0になるため、終了時の状況によっては却ってピンチとなることもある。なお、B.O.S.Sモード発動中は残り時間のカウントが停止する。
B.O.S.Sモードは以上のような性質を持つため発動させる側はいつB.O.S.Sを発動させるか、そして迎え撃つ側も相手のB.O.S.Sをいかに切り抜けていくかが勝負に大きくかかわる重要な要素となっている。
アーケード版のストーリーモード（対CPU戦）では、B.O.S.Sモード発動中の敵機体を5回以上倒すと最終ステージで真のボスが出現し、クリア後のエンディングも変化する（Rev.Xは分岐条件が異なる）。

#### FINAL B.O.S.S
Vanish状態でB.O.S.Sモードを発動させると通常と異なるカットインが入り、より強力なFINAL B.O.S.Sモードとなる。
FINAL B.O.S.Sモードのシェルは外観こそ変わらないものの攻撃力、耐久力、持続時間の全てが上昇しておりさらに固有の専用攻撃を行うことが出来る。ただし、このモードでシェルが撃破されると直ちにラウンドを失う。またモード終了時のアーマーゲージ回復はなく、そのラウンド中は再度FINAL B.O.S.Sモードを発動させることが出来ない。

## ストーリー
争いの絶えない世界の中、人々は平和を夢見て地球から宇宙へその住処を移した。人類が宇宙に住み始めて長い年月が経ち……時は宙暦1484年。
2人の脱走者。民間警察団体「G.S.O.」とアーリア連邦軍直轄ランダー部隊「S.S.S.」の衝突。悲劇を引き起こした6年前の大使館占領事件。旧世界の人工人間とその裏の何者かの暗躍。「ランダー」を操る人々を巡って様々な物語が交錯する。

## 登場人物
キャラクターデザインは曽我部修司と高山瑞季が担当。キャラクターが搭乗するランダーのデザインには曽我部に加え麦谷興一、山本七式が参加している。

### メインキャラ／使用機体
プレイヤーキャラクターは8名のみで、最近の対戦格闘ゲームとしては少ない。しかしプレイヤーキャラクターが搭乗する機体には「Aカートリッジ」、「Bカートリッジ」と呼ばれる性能の異なるバリエーションが存在する。カートリッジの違いは小さなものではなく同じ機体でも攻撃やB.O.S.Sの特性などがかなり変化する上、チャージゲージの分割数まで変化するキャラクターもいる。カートリッジの違いで立ち回り方が大きく変化する機体がほとんどであるため、実質16名のキャラクターが存在すると言える。また機体及びカートリッジ選択時にキャラクターのコスチュームも選択でき、PでAとB各3種類、Rev.XでAとB各5種類存在し機体の色もそれぞれ異なる。
ペク・チャンポ（白菖蒲） / シトロネット
声 - 野中藍
6月8日生まれの16歳。民間警察「G.S.O.」（ゴディヴァ保安機構）に所属する、勝ち気な熱血少女。長い髪を普段はサイドでポニーテールをして纏めている時が多い。天才的な技量を持ちながらも性格ゆえに周囲とそりが合わず、最終的に櫻子チームに引き取られた。小さい頃から姉御肌であったようで（ムック本のイラスト参照）、ツィーランを弟分かつ家族のようなものと公言している。
私服は露出が多めで、動きやすそうな服を着ている。髪を下ろしたり、いつもと違う風に結ったりと少女らしいお洒落心が見られる。また制服を改造しているあたり、実に彼女らしいと言える。
乗機であるシトロネットは、ゴディヴァ社（G.S.O.の親会社）で開発された軍用機が、不採用となって払い下げられたもの。チャンポ機には銃と剣が一体化した「シミターガン」が装備され、距離の遠近を問わず対応できるバランスのよい機体となっている。凶悪な誘導性能を持つサブウェポン・弾幕技の無敵時間の長さ・桁違いの対ボス性能・ボスの耐久力の高さ・弾幕の厚さなどが相まって一部では使用を自粛するプレイヤーもいたほど強力なキャラクターであったが、バージョンがSPとなってからはバランス調整を受けて多少弱体化した。
- B.O.S.S名：カブスカート

腰部のリングに、5本のアームが扇状に連結される。FINAL専用の体当たり攻撃は強力無比。

ミカ・ミクリ / ヴェントゥーノII
声 - 野島健児
3月16日生まれ、19歳。アーリア連邦軍のランダー部隊「S.S.S.」（トリプルエス）に所属。ハーミット1。若輩ながら小隊を率いる実力を持つが、彼は自分は指揮官向きの性格ではないと思っている。両親を失った6年前の大使館占拠事件に関しては人一倍の執念で真相を追う。黒い髪に黒い瞳をしている。ファビアン曰く「気のない返事」をよくするらしい。同じ年齢のファビアンに比べると感情の起伏は乏しい。
彼の私服は一見、少女に見えるようなものばかり。カラーヘアピンで髪をまとめていることのある。また軍服の帽子についている羽は隊長の証というわけではない。
乗機であるヴェントゥーノIIはリダレス社製の軍用機。シンプルな武装ゆえに扱いやすい。
機動性も耐久力も中堅でバランスの取れた機体だが、これと言った特徴もない器用貧乏な機体でもある。
IIは「two」（英語）ではなく「due」（イタリア語）
- B.O.S.S名：ラストアービター

多数の兵装を持つシェルで、攻撃とアーマー回復の両面で活躍できる。ただし前面のシールドや両サイドのレーザーユニットを破壊されると弱点が露出してしまう。

ツィーラン / オランジェット
声 - 鎌田梢
戸籍上は16歳（ゲーム内の法律上、成人と見なされている。G.S.O.に入社させるための便宜的なものなので、実年齢（生年月日）・血液型は不詳）。櫻子によって救出された人工人間の少年で、G.S.O.におけるチャンポの弟分。愛称は「チー君」「チー坊」。
私服は可愛らしいものばかり。ムック本の漫画にて彼の姉貴分であるチャンポに女の子の服を着せられたりと彼の意思で着ているのか、またはチャンポの趣味で着させられているのかは不明。チャンポと同じく、制服は改造済み。自他ともにロリショタとして公認されていることをうかがえる。
乗機であるオランジェットはゴディヴァ製で、瞬発力に優れるため競技用から警備用まで幅広く普及しているタイプ。ほとんどの敵弾を無効化するサブウェポンや弾幕技「パンチバリア」を盾のように使い、とにかく被弾しない戦法がメインとなる。装甲は薄く回避を怠ると一瞬でVanish状態に持ち込まれることが多いが、上級者が扱えばほとんど被弾することなく相手を倒すこともできる。
- B.O.S.S名：オービタルソード

つばの部分にオランジェットを合体させた巨大な剣。ゴディヴァ社製の試作品だが、なぜかツィーランの所属する保安4課の私物になっている。堅牢な刀身部分での斬撃を伴う弾幕は脅威的。ゲーム内で柄頭のパーツを破壊されるとのけぞるため、ここが弱点といえる。

ファビアン・ザ・ファストマン / グラフライド
声 - 菅沼久義
9月30日生まれの19歳。ハーミット2。ミカとは学生時代からの付き合いであり、何かと比較される事が多いため強いライバル意識を抱いている。実家は巨漢の大富豪であるファットマン家の子息であるため本名は「ファビアン・ファットマン」だが、「ファットマン」の名を嫌い「ファストマン」を名乗る（彼は普通の体格であり太っていない。「ファット（太い）」が入っている自身の名を嫌がっていることを見て取れる）。
足やヘソを出す私服を着ていることが多い。パンク風な私服の時もあれば、スポーティーな私服の時もある。また彼が常に舐めている飴は『チュッピチュプス』であり、某・菓子会社のそれとは違う商品名である。昔はソバカスも鼻テープもしていなかった。また、同時期には楽器もできたらしい。
乗機であるグラフライドは、学生時代から愛用するレース用の機体を、S.S.S.仕様に改装したもの。機動力を殺さないために、あえて小規模の改装に留めている。機動力が極めて高く、操作に関しては全キャラ一の扱いやすさを持つ。サブウェポンは一定の距離を飛行すると炸裂し、変則的な軌道で飛ぶ多数の弾をまき散らす。このサブウェポンを戦法に上手く絡められるかがポイントとなる。
- B.O.S.S名：グラビティフライヤー

グラフライドを載せた巨大なサーフボード状のシェル。随伴するビットは、フォーメーション変更によって攻防に活躍する。通常時はかなり弱いが、AカートリッジのFINAL B.O.S.S.は発動時の「これからが本当の勝負なんだよ」の台詞の通り一発逆転が狙える位に強くなるという両極端な特性を持つ。ビットを除くシェルへの被弾も本体のダメージとなるため弱点が巨大なのが欠点である。

リリ・レヴィナス / ブリンスタ
声 - 神田朱未
11月10日生まれの16歳。ミカ率いる小隊に配属された新入隊員。ハーミット6。小柄だが少女らしい体型をしている。普段は大人しく、内向的な性格をしている。ミカを「（ミカ）隊長」、ファビアンを「（ファビアン）先輩」、アーネチカは「アーネチカさん」と呼ぶ。実は実業家の父の思惑で強化改造を受けている、強化人間である（社会的なニュアンスは、現代で言う政略結婚に近い）。「リリ」は入隊時に付けられたニックネームで、本名が「フェルトヘレン・レヴィナス」であることが作中で明かされている。
スカート・帽子・手袋と言ったいわばお嬢様風の私服を着ている。またリリのハードスーツは同じ隊のミカとファビアンとはデザインが異なっている。
乗機であるブリンスタは彼女専用のオーダーメイド。繊細なチューニングが施され、トリッキーな武装で敵を翻弄する。ボタンを押し続けることで威力が変化するメインウェポンやワープ技などを組み込んだトリッキーな戦法がとられることが多い。機動力がないわりに耐久力が低いので扱いには熟練を要するが、ツボにハマれば相手を圧倒できるテクニカル機体。
- B.O.S.S名：マダムバタフライ

背面の推進ユニットが巨大な武装コンテナに変わる。衝角状のソードによる突撃やテレポートなど、遠近に渡る多彩な技を持つ。またB.O.S.S.の中ではもっとも動きが俊敏で、積極的に敵に体当たりするなどの戦法もとれる。ただし武装コンテナの耐久力はお世辞にも高いとは言えないので、調子に乗って動き回ると返り討ちに遭うことも多い。

三条櫻子（さんじょう さくらこ） / トライアド
声 - 大本眞基子
2月1日生まれの26歳。G.S.O.におけるチャンポとツィーランの直属の上司。かつては冷徹な辣腕ぶりで軍でも一目置かれていたが、6年前の事件で退役して以後は穏やかになったようである。昔は「カミソリ女」という異名を持っていた実力者。現在は短髪だが、以前は少し髪は長かった。
私服姿はほとんどなく、制服やハードスーツなどが主である。
乗機であるトライアドは、往年の名メーカーと称されるツナミ社の最終モデル。櫻子機には大型のブースターが装備され、ミサイル等の装備により火力も充実している。攻撃力はアズレウス・カストラートに次いで高い上、弾消しとして設置できるサブウェポンを使った防御力、そして機動力も高い。しかし効果的な弾幕を作ることが出来ないため、自分から攻めるのは苦手。
- B.O.S.S名：ブッチャーバード

爆撃機型のシェルで、トライアドをコクピットに収容する。FINAL時にのみ使える空爆攻撃では大量のミサイルを放ち、画面内を爆風で埋め尽くす。

カレル・ヴェルフェル / アズレウス
声 - 金子英彦
8月27日生まれの25歳。櫻子の軍時代の同僚で、当時のコードネームは「ブレイブ（勇士）」。現在は鳴神家の後継者ルキノの教育係だが、ルキノを伴って失踪し誘拐の嫌疑をかけられている。
カレルは衣装により大きな変化を見せる。ブレイブから現在のカレルになるまでの過程をそこで垣間見ることができる。またドラマCDでの変装姿を見ることができるカートリッジもある。
乗機であるアズレウス、はツナミ製の機体に重火器やブースターを装備したもの。旧式機ながら一撃の破壊力は比類なく、最新鋭機を相手にしても決して引けを取らない。
メインウェポンは極めて威力が高いが連射が全く利かないため、確実に狙って当てることが必要。サブウェポンは一定時間メインウェポンと一部の弾幕技を強化する武装であり、直接的な攻撃力は持たない。バリアを展開し機体の方向を変えながらメインウェポンを撃ち、敵の移動先を狙う「置き」と呼ばれる戦法をとるのが効果的。
- B.O.S.S名：天下第一刀

作業機械を改装した人型のシェル。両腕は弾幕の射出口であり、また弱点となる本体を守るシールドとしても機能する。腕は破壊されても少し時間が経てば再生する。

ペルナ / カストラート ※初期Verでは隠しキャラ
声 - 広橋涼
外観年齢15歳程度。旧世界の技術によって作られた少女型アンドロイドで、群体で行動するため同一の容姿を持った仲間が複数いる。互いを「ペルナ」と呼び合ったり、シェル転送は別のペルナが行ったりする。マスターの命令の元に脅威となる存在の排除に暗躍するが、本人達はいたって無邪気。
カートリッジによって表情が全く異なったりする場合もあり、ペルナのEDでは複数のペルナが一堂に会するがそれぞれ着ている服は異なる。
乗機であるカストラートは、オペラ社の実験機で機動性がゲーム中で最も低いが、固い装甲と強力なレーザー砲をはじめとした大火力でそれを補う機体である。メインウェポン、サブウェポン、弾幕技どれをとっても非常に攻撃力が高く攻撃力に物を言わせて押し切る戦法がとられる。その反面として機動力は全キャラ最低だがBカートリッジは比較的機動力があるので、動き回って相手を翻弄する戦法も使える。しかしB.O.S.S.の攻撃は一見避けにくいがパターンを見切ればノーダメージで乗り切ることも可能なため、通常時の立ち回りで相手を圧倒する必要がある。
- B.O.S.S名：カーテンコール

両サイドにアーチ状のアームを装備したシェル。火力は申し分ない反面、カストラート本体のガードががら空きなのでゲーム内での撃破は容易。

### サブキャラ
鳴神ルキノ
声 - 菅沼久義
12月29日生まれの14歳。アーリア連邦の実力者「鳴神家」の跡取りだったが、ある理由からカレルとともに逃亡。機体のオペレートを通じてカレルを支える。オペレーターのアーネチカのように、ゲーム時は通信画面のみで登場。
和服にジャケットと和風のいでたちをしている。髪色や身長もあいまって儚げな印象を与える。EDでは洋服姿、ムック本ではハードスーツ姿をおまけとしてみることができる。
カレルB4のセレクト画面はルキノであり、後ろの方に小さくカレルがいる。だがB.O.S.S.発動時はそれが逆転し本来のプレイヤーキャラクターのカレルがアップになるが、その後ろでルキノが本編中では見られない表情で登場している。
アンセル・モードレッド
声 - 金子英彦
3月2日生まれ、35歳。目元に大きな傷がある。櫻子とカレルの軍時代の上官で、6年前の大使館占拠事件では現場の指揮をとっていた。事件後は消息を絶っていた。
アーネチカ・アルフェロフ
声 - 大本眞基子
5月4日生まれの20歳。アーリア連邦軍S.S.S.に勤務するオペレーターで、ミカ達の小隊を担当している。ちなみにプライベートでもミカと交際中。リリを妹のように可愛がっている。長身巻き毛の女性。ソバカスが少しある。明るく気さくな性格をしている。ルキノ同様、ゲーム中は通信画面のみで登場。
あるEDでは私服姿の彼女を見ることができる。またミカの服装を選んで弄っているのはアーネチカだと思われる（ムック本・ミカのA1コメント参照）。ミカB4のB.O.S.S.発動時にのみ、セーラー服を着ている彼女を見ることができる。

### ボス
バッソ・セリオ
通称「要塞」。アーリア連邦軍が極秘裏に開発していた陽電子砲。輸送の途中にアンセルに奪われる。その威力は凄まじく、一撃で宇宙ステーションを粉砕するほど。アーケード版では、特殊な条件を満たしていない場合のラスボスとして登場する。
多数の砲台を備えたAパーツ、強力なレーザー砲を備えた艦橋部分、およびコアとの3連戦となる。
NO NAME
通称「タコ」。謎に包まれた最終兵器。前述の条件（項目B.O.S.Sモード参照）を満たしたときの、真のボスとして登場する。ゲーム中ではルキノが搭乗しているが、ルキノの意志とは無関係に動作しているようである。
2種8基の砲台を装備したシェル部分を破壊すると、内部のコアとの戦闘になる。
バッソ・セリオ、NO NAME共にコンティニューするたびに耐久力が低くなる（これはRev.Xでの話。SPではコンティニューするたびに攻撃力が低くなり敵弾1発当たりのダメージ量が減少する。NO NAMEで確認、バッソ・セリオでは未確認）。

## メディアミックス

### センコロ学園
アーケードゲーム専門雑誌の『アルカディア』のセンコロページにて発生した漫画。個性豊かなキャラたちが日常っぽいような展開を提供するコメディ。当初は単色の4コマであったが回を進むごとにカラーになり、ついにはRev.Xの初回版にドラマCDとして登場した。
学年はなく全員同じクラス。基本は男子は学ランで女子はセーラー服のようだが、男子でもセーラー服を着ているキャラクターが約2名いる。担任は櫻子であり、学級委員はミカ。直接学園に教師・生徒どちらでもないプレイヤーキャラではカレルのみ。カレルの代わりにルキノが生徒として通学している。確認されている部屋は教室・保健室・購買部・ウサギ小屋。

### ドラマCD
Xbox 360版『Rev.X』では、2作のCDドラマを収録したCDを初回限定版購入特典として同梱している。片方はオリジナルの設定を尊重したもの、片方は先述の「センコロ学園」の設定を踏まえたものとなっている。

## 大会
本作はプレイヤー同士の対戦を重視したゲームであり、対戦による大会が数多く開かれている。アーケード版では、2005年と2006年に関東地方でグレフ公認の大会が2度開催されている。この他、各地のゲームセンターで行われる大会を公式サイトで告知するなどメーカー側の強いバックアップが見られる。Xbox 360版は、2007年度のEスポーツスタジアムの競技種目に採用された。グレフは当大会に全面的に協力し、参加者にプレゼントされるグッズや優秀賞賞品の提供などを行った。

## 関連商品

### サウンドトラック
旋光の輪舞 -Sound Tracks-
作中で使用されたBGMを収録。2トラックの隠しトラックがある。隠しトラック内では登場キャラクターの会話が収録されており、そのうち1トラックではゲーム内で使用されていない曲をBGMとして使用している。
旋光の輪舞 -Carpe Diem- ORIGINAL SOUND TRACKS Vol.2
旋光の輪舞Rev.Xで追加されたBGMを収録。
旋光の輪舞 -image sound tracks-
稼動前に発売されたミニアルバム。稼動時に使用された4曲を収録。曲によっては「旋光の輪舞 -Sound Tracks-」に収録されたものと長さや終わり方等が異なっている。

### 書籍
- 『旋光の輪舞 バリスティクメサイア』（ISBN 978-4757725836）
- 『旋光の輪舞 SP & Rev.X 設定資料集 ピュア・テンパランス』（ISBN 978-4757734036）